# Dobřenice
Dobřenice település Csehországban, a Hradec Králové-i járásban. Dobřenice Kratonohy, Osičky, Roudnice, Syrovátka, Pravy és Rohoznice településekkel határos. Lakosainak száma 576 fő (2024. január 1.).

## Népesség
A település lakosságának változását az alábbi diagram mutatja:
| Lakosok száma | 689  | 724  | 685  | 625  | 631  | 584  | 579  | 574  | 566  | 576  |
|               | 1869 | 1890 | 1921 | 1950 | 1980 | 2001 | 2017 | 2019 | 2022 | 2024 |